# 이카와 유람열차
오이가와 철도 이카와선의 러스티 유람열차.

| 1.       | 용도정보                      |
| -------- | ----------------------------- |
| 일본어   | イカワユランレシャ            |
| 소속     | 오이가와 철도                 |
| 사용열차 | 키칸샤 러스티호 화물열차(2량) |
| 소유자   | 오이가와 철도                 |
| 2.       | 경로정보                      |
| 현재기점 | 센즈역                        |
| 현재종점 | ???                           |
| 사용노선 | 이카와선                      |
| 개통일   | 2016년                        |
| 경로길이 | 알려지지 않음                 |
| 노선궤간 | 1,067mm                       |

## 개요
이카와선의 용도이며, 현재는 잠깐 운휴상태가 되었다. 그들은 현재 이카와 차량구에서 주차되어 있는 상태이다.

## 기타
키칸샤 토비와 같이 이카와선의 열차이다.